# Antonio Colinas

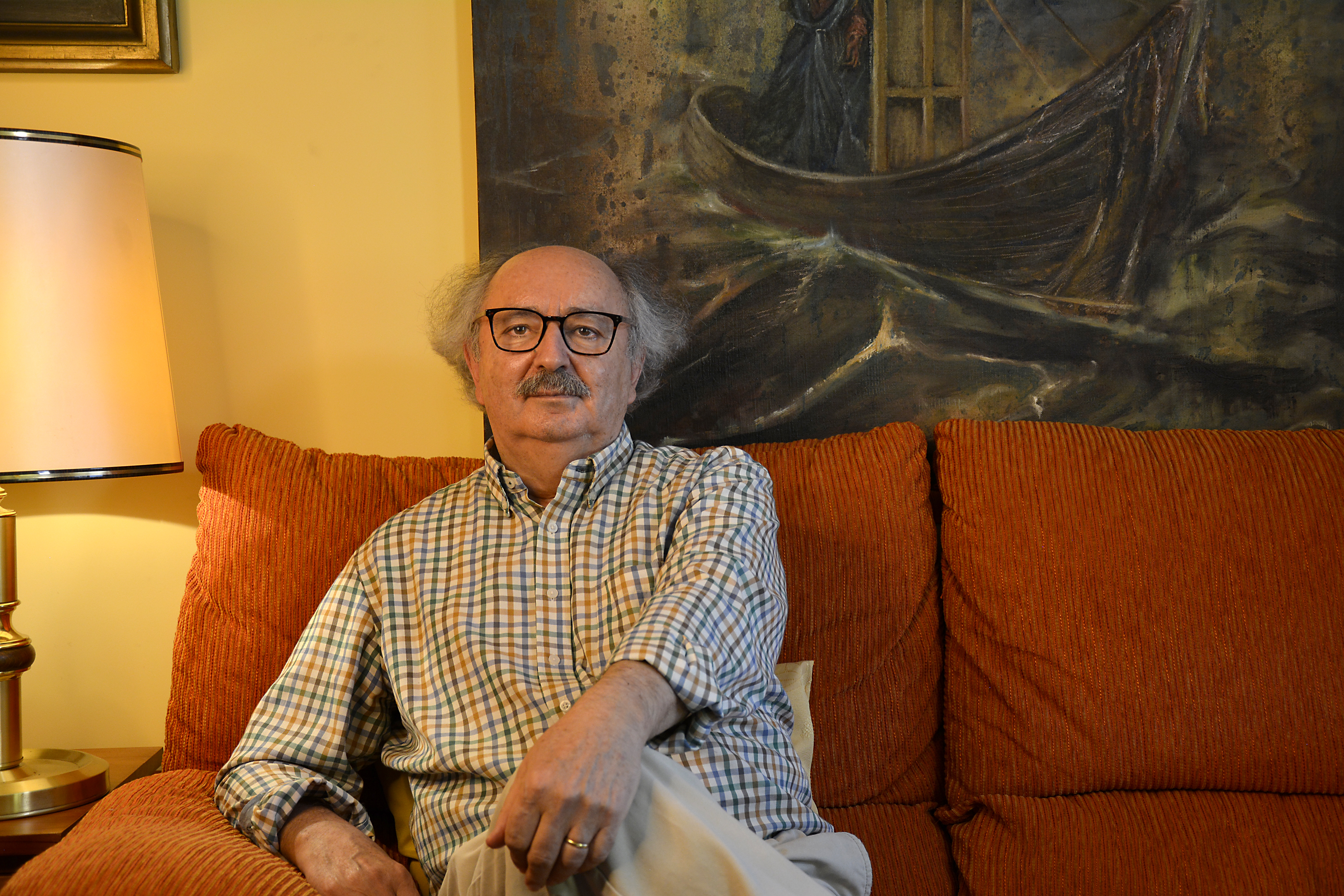
Antonio Colinas, 2020

Antonio Colinas (* 30. Januar 1946 in La Bañeza, León) ist ein spanischer Dichter, Schriftsteller und Übersetzer.

## Leben
Antonio Colinas wurde 1946 in La Bañeza in León geboren. 1964 zog er nach Madrid, wo er Agraringenieurwesen studierte und mit der Literaturszene in Kontakt kam. Sein erster Gedichtband Poemas de la tierra y de la sangre erschien 1968 und zwei weitere in den folgenden Jahren. Von 1971 bis 1974 arbeitete er als Lektor an den Universitäten von Mailand und Bergamo. Dort unterrichtete er, begann mit der Übersetzung von Werken italienischer Autoren, darunter solche von Giacomo Leopardi und begann seine Tätigkeit als Verbreiter des italienischen Kultur in Spanien. Nach seiner Rückkehr nach Spanien studierte er Geschichte, war als Auftragsübersetzer aus dem Italienischen tätig und veröffentlichte Artikel in Fachzeitschriften und Tageszeitungen wie ABC und (seit ihre Gründung) El País. Sein in Italien geschriebener Gedichtband Sepulcro en Tarquinia erhielt 1975 den Premio Nacional de la Crítica. 1977 zog er mit einem Stipendium der Fundación March nach Ibiza, was für die nächsten 21 Jahre sein Wohnsitz blieb.
Neben Gedichten, Übersetzungen und Essays verfasste er auch biographische Arbeiten, etwa über Giacomo Leopardi, Vicente Aleixandre und Rafael Alberti. 1985 veröffentlichte er seinen ersten Roman (Un año en el sur: Para una educación estética). Seit 1986 übersetze er aus dem Katalanischen und seit 2007 auch aus dem Französischen und Rumänischen.
Seit 1998 lebt Colinas in Salamanca.
Colinas ist seit 1971 mit María José Marcos verheiratet. Das Paar hat zwei Kinder.

## Werk
Colinas gehört zur Gruppe der Novísimos. Innerhalb dieser unterscheidet er sich von den anderen dadurch, dass er von Beginn an einen eigenen Weg einschlug, bestimmt von seinem eigenen literarischen Instinkt. Aufgrund dessen hebt sich seine Stimme sofort hervor. Gegenüber den Avantgardisten der Gruppe erreicht Antonio Colinas ein klassisches Gleichgewicht, entstanden aus seiner Fähigkeit bestimmte poetische, literarische, philosophische und spirituelle Traditionen aufzugreifen, sich diese zu eigen zu machen und eine komplett persönliche Note zu verleihen.
Ein anderer Schwerpunkt der das Abenteuer der Poesie und der Literatur des Antonio Colinas hervorhebt, ist die Verbindung, welche in seinen Werken zwischen Literatur und Leben auftritt, sowie zwischen der lebendigen und kulturellen Erfahrung. Sein Schreibstil wird als Individuell betrachtet.
Seine Werke stehen auch im Zeichen der Balance. Balance zwischen dem Gefühl und der Meditation; zwischen der Ästhetik (stets ein musikalischer Stil und klar, tendierend zur Essenz des Wortes) und der Ethik (den Finger auf die Wunde der Katastrophen der Geschichte legen, des Missbrauchs eines breiten Rationalismus, der Zerstörung der Natur …). In diesem Sinne ist die moralische Komponente in den Werken von Antonio Colinas präsent; zwischen dem Hochland (das vorrangige Territorium des Autors) und dem Mittelmeerraum (Italien, die Welt seiner kulturellen Erfahrung, obwohl auch lebendig)  dem Klassischen (seine Übernahme von Dichtern wie Bruder Luis de León oder San Juan de la Cruz) und dem Romantischen (seine Angleichung an Leopardi oder die romantischen Deutschen) dem Heiligen und dem Profanen.
Antonio Colinas ist nicht nur Poet. Seine Werke umfassen verschiedene Genres, er versteht die Literatur als einen vollständigen Schöpfungsprozess, der die komplexe Welt des Seins ausdrückt. Daher drückt er sich mittels Genres sehr unterschiedlicher Art aus, dem Essay (z. B. Der erste Sinn des dichterischen Wortes, 1989; Über das neue Leben, 1996), der Biografie, das Fragment in der Prosa (Vertrag der Harmonie, 1991)  Übersetzung und der Erzählung.

## Auszeichnungen (Auswahl)
- 1975 Premio Nacional de la Crítica
- 1982 Premio Nacional de Literatura
- 1999 Premio Internazionale Carlo Betocchi[3]
- 2001 Premio de la Academia de Poesía de Castilla y León
- 2005 Premio Nazionale di Traduzione des italienischen Außenministeriums[4][3][5]
- 2016 Premio Reina Sofía de Poesía Iberoamericana[6]
- 2019 Premio LericiPea “alla Carriera”[7]
- 2019 Premio Dante Alighieri des Kulturzentrums Laurentum[8][9]